# Comté de Laval (Québec)
Pour les articles homonymes, voir Laval.
Le comté de Laval était un comté municipal du Québec ayant existé entre 1855 et le 5 mars 1959. La première assemblée de la Corporation du comté de Laval a eu lieu le 8 octobre 1855. Le comté a cessé d'exister le 5 mars 1959 lorsqu'il a été remplacé par un organisme appelé La Corporation interurbaine de l'Ile Jésus. Plus tard, le 7 août 1965, toutes les municipalités situées sur le territoire de l'ancien comté ont fusionné pour créer la ville de Laval.
Le territoire qu'il couvrait correspond aujourd'hui à la région administrative et à la ville de Laval. Son chef-lieu était la municipalité de Sainte-Rose.
En 1912, le territoire du comté s'est agrandi de quelques municipalités situées sur l'île de Montréal à la suite de la disparition du comté d'Hochelaga: la paroisse et le village de Sault-au-Récollet, la paroisse de Rivière-des-Prairies, la paroisse de Saint-Léonard-de-Port-Maurice et la paroisse de L'Enfant-Jésus-de-la-Pointe-aux-Trembles.

## Municipalités situées dans le comté
| Nom                                  | Origine et évolution durant l'existence du comté | Changements survenus après la disparation du comté | Références |
| ------------------------------------ | --- | -------------------------------------------------- | ---------- |
| Auteuil                              | détaché de Sainte-Rose-de-Lima en 1914 sous le nom de Sainte-Rose-de-Lima-Partie-Est; renommé Auteuil en 1961; regroupé avec 14 autres municipalités pour former la ville de Laval en 1965                                        |                                                    | [ 6 ]      |
| Chomedey                             | créé en 1961 par le regroupement de L'Abord-à-Plouffe, Saint-Martin et Renaud; regroupé avec 14 autres municipalités pour former la ville de Laval en 1965                                                                        |                                                    | [ 6 ]      |
| Duvernay                             | détaché de Saint-Vincent-de-Paul en 1958; regroupé avec 14 autres municipalités pour former la ville de Laval en 1965 |                                                    | [ 6 ]      |
| Fabreville                           | créé en 1855 sous le nom de Sainte-Rose-Ouest; renommé Fabreville en 1957; regroupé avec 14 autres municipalités pour former la ville de Laval en 1965                                                                            |                                                    | [ 6 ]      |
| Îles-Laval                           | créé en 1941; regroupé avec 14 autres municipalités pour former la ville de Laval en 1965 |                                                    | [ 6 ]      |
| L'Abord-à-Plouffe                    | détaché de Sainte-Dorothée et de Saint-Martin en 1915; regroupé avec Saint-Martin et Renaud en 1961 pour former Chomedey |                                                    | [ 6 ]      |
| Laval-des-Rapides                    | détaché de Saint-Vincent-de-Paul et de Saint-Martin en 1912; regroupé avec 14 autres municipalités pour former la ville de Laval en 1965                                                                                          |                                                    | [ 6 ]      |
| Laval-Ouest                          | créé en 1930 sous le nom de Plage-Laval; renommé Laval-Ouest en 1950; regroupé avec 14 autres municipalités pour former la ville de Laval en 1965                                                                                 |                                                    | [ 6 ]      |
| Laval-sur-le-Lac                     | détaché de Sainte-Dorothée en 1915; regroupé avec 14 autres municipalités pour former la ville de Laval en 1965 |                                                    | [ 6 ]      |
| Pont-Viau                            | détaché de Laval-des-Rapides, Saint-Vincent-de-Paul et Saint-Martin en 1916; regroupé avec 14 autres municipalités pour former la ville de Laval en 1965                                                                          |                                                    | [ 6 ]      |
| Renaud                               | créé en 1855 sous le nom de Saint-Martin (municipalité de paroisse); renommé Renaud en 1959; regroupé avec Saint-Martin (municipalité de ville) et L'Abord-à-Plouffe en 1961 pour former Chomedey                                 |                                                    | [ 6 ]      |
| Sainte-Dorothée                      | détaché de Saint-Martin (municipalité de paroisse) en 1869; la municipalité de village s'en détache en 1947; les deux sont réunies à nouveau en 1959; regroupé avec 14 autres municipalités pour former la ville de Laval en 1965 |                                                    | [ 6 ]      |
| Sainte-Rose                          | détaché de Sainte-Rose-de-Lima en 1858; regroupé avec 14 autres municipalités pour former la ville de Laval en 1965 |                                                    | ,          |
| Sainte-Rose-de-Lima                  | créé en 1855; la partie résiduelle de la municipalité fut probablement réunie à Sainte-Rose ou à Auteuil avant 1961 |                                                    | [ 6 ]      |
| Saint-François                       | créé en 1855 sous le nom de Saint-François-de-Sales-de-l'Île-Jésus; renommé Saint-François-de-Laval en 1958; renommé saint-François en 1963; regroupé avec 14 autres municipalités pour former la ville de Laval en 1965          |                                                    | [ 6 ]      |
| Saint-Martin (municipalité de ville) | détaché de Saint-Martin (municipalité de paroisse) en 1953; regroupé avec Renaud et L'Abord-à-Plouffe en 1961 pour former Chomedey                                                                                                |                                                    | [ 6 ]      |
| Saint-Vincent-de-Paul                | créé en 1855; regroupé avec 14 autres municipalités pour former la ville de Laval en 1965 |                                                    | [ 6 ]      |
| Vimont                               | détaché de Sainte-Rose-de-Lima, Saint-Martin et Saint-Vincent-de-Paul en 1904 sous le nom de Saint-Elzéar-de-Laval; renommé Vimont en 1962; regroupé avec 14 autres municipalités pour former la ville de Laval en 1965           |                                                    | [ 6 ]      |

## Formation
Le comté de Laval comprenait lors de sa formation l'Île Jésus ainsi que les petites îles les plus rapprochées de celle-ci à l'exception de l'île Bizard.